# May Alcott
Abigail May Alcott Nieriker (Concord, 16 giugno 1840 – Parigi, 29 dicembre 1879) è stata un'artista statunitense, sorella minore di Louisa May Alcott.
È stata la base per la caratterizzazione del personaggio di Amy (un anagramma di May) nel romanzo Piccole donne del 1868. Le venne dato il nome della madre, Abigail May, e inizialmente veniva chiamata Abba, poi Abby e, infine, May, il nome con cui scelse di essere chiamata definitivamente dal mese di novembre del 1863.

## Biografia
Nata a Concord (Massachusetts), Abigail May era la più piccola di quattro sorelle. Mostrò fin da tenera età una certa propensione per l'arte, dipingendo figure decorative e volti sulle mura della casa di famiglia. Grazie a questo suo talento artistico contribuì all'economia domestica vendendo i suoi lavori e lavorando come insegnante di pittura, disegno e modellamento dell'argilla. Studiò alla Bowdoin School, una scuola pubblica di Boston. 
Nel 1861 prese il posto della sorella Louisa alla prima Scuola dell'infanzia fondata dall'educatrice Elizabeth Palmer Peabody per la durata di un mese, dopodiché tornò al suo lavoro. In seguito elaborò e si dedicò all'insegnamento di una semplice forma di arteterapia in un manicomio nella città di Syracuse (New York), ma nel 1862 ritornò dalla famiglia per insegnare arte alla scuola di Concord, diretta da Franklin Benjamin Sanborn, un amico del padre, il filosofo Amos Bronson Alcott.
A Boston studiò arte con William Morris Hunt e William Rimmer, Krug, Vautier e Müller. Prestò gli strumenti di modellazione al giovane Daniel Chester French e lo incoraggiò a dedicarsi alla scultura; per questo French considerò May una delle sue prime insegnanti di arte.
May si dedicò all'illustrazione della prima edizione di Piccole donne, nonostante fosse stata male accolta dalla critica. Tuttavia il successo di Louisa del 1868 permise a May di visitare l'Europa con sua sorella e con la loro amica e compagna di viaggio Alice Bartlett. Dopo la morte, nel 1871, del marito della sorella Anna Alcott, John Pratt, Louisa ritornò a Concord mentre May rimase in Europa per dedicarsi con serietà e impegno allo studio. Gran parte dei suoi studi li portò a termine tra Parigi, Londra e Roma.
Nel 1877 la sua natura morta era l'unica opera di una donna americana ad essere esposta al Salon di Parigi. I suoi lavori vennero esposti in tutto il mondo. John Ruskin elogiò le sue riproduzioni di William Turner e queste vennero usate dagli studenti di arte. 
Eccelleva particolarmente nelle nature morte, nei dipinti ad olio e ad acquarello; peraltro dipinse molti pannelli aventi come soggetto i fiori su uno sfondo nero. Uno di questi lo donò a Ralph Waldo Emerson ed è tuttora appeso nel suo studio. Diverse sue opere possono essere viste alla Orchard House in Concord, l'abitazione originaria della famiglia Alcott e ora adibita a museo.
Nel 1878, all'età di 38 anni, sposò Ernest Nieriker, un uomo d'affari e violinista svizzero, e con lui visse a Meudon, in Francia.
Pubblicò nel 1869 Concord Sketches (Schizzi di Concord) con una prefazione scritta dalla sorella Louisa.
Nel suo libro del 1879 Studying Art Abroad, and How to do it Cheaply scrisse:

"There is no art world like Paris, no painters like the French, and no incentive to good work equal to that found in a Paris atelier." 

Morì nel 1879 per una Febbre puerperale dopo sei settimane dalla nascita della figlia Louisa May detta "Lulu". Per rispettare la sua volontà la sorella Louisa tenne con sé Lulu fino alla sua morte nel 1888. L'ultima storia che Louisa scrisse riguardava appunto Lulu ed è compresa nel libro The Uncollected Works of Louisa May Alcott, illustrato con i lavori di May.
Nonostante Louisa avesse posto una pietra con le iniziali di May nel cimitero di famiglia a Concord, May è sepolta a Parigi